# Correbidia assimilis
Correbidia assimilis är en fjärilsart som beskrevs av Rothschild 1912. Correbidia assimilis ingår i släktet Correbidia och familjen björnspinnare. Inga underarter finns listade i Catalogue of Life.